# Oschiri
Oschiri (im galluresischen Dialekt: Óscari) ist eine italienische Gemeinde (comune) mit 2970 Einwohnern (Stand 31. Dezember 2023) in der Provinz Nord-Est Sardegna auf Sardinien. Die Gemeinde liegt etwa 40,5 Kilometer südwestlich von Olbia und etwa 20,5 Kilometer südlich von Tempio Pausania. Durch die Gemeinde fließt der Coghinas, der hier zu einem künstlichen See (dem Lago di Coghinas) aufgestaut ist und zur Erzeugung von Elektrizität genutzt wird.
- Die Domus de Janas von Malghesi nordöstlich des Ortes.
- Der byzantinische Felsenaltar von Oschiri liegt gegenüber der Landkirche Santo Stefano außerhalb des Ortes.

## Verkehr
Oschiri liegt mit einem Bahnhof an der Bahnstrecke Cagliari–Golfo Aranci Marittima. Hier kreuzen die Strada Statale 597 di Logudoro von Codrongianos nach Olbia (zugleich E840) und die Strada Statale 392 del Lago del Coghinas nach Tempio Pausania.